# Матусевич, Леонид Аркадьевич
Леонид Аркадьевич Матусевич (23 июля 1955, Коростень, Житомирская область, УССР) — российский предприниматель, организатор производства, меценат. Основатель производственного объединение «Лемакс». Почетный гражданин города Таганрога.

## Биография
Родился 23 июля 1955 года в городе Коростень Житомирской области.
Трудовую биографию начал в 1972 году рабочим на стройке. В 1984 году приехал по комсомольской путевке в Таганрог для участия в реконструкции комбайнового завода. В 1985 году окончил Ростовский строительный техникум. В 2004 году окончил Таганрогский радиотехнический университет.
В 1992 году зарегистрировал в Таганроге производственное предприятие «Лемакс». По итогам 2006 года в секторе бытового газового оборудования, «Лемакс» был назван экспертами маркетингового агентства «Росбизнесконсалтинг» самым динамично развивающимся российским производством, а по итогам 2007 года на этом рынке «Лемакс» занял первое место по объемам производства и продаж. В 2018 году «Лемакс» открыл построенный в Таганроге завод по производству панельных радиаторов мощностью 600 тысяч единиц в год с перспективой удвоения объёмов производства.
Депутат городской думы Таганрога созыва 2000—2004 года. Почётный президент Союза предпринимателей Таганрога.
В 2017 году ему присвоено звание «Почётный гражданин Таганрога».

## Некоммерческие проекты
Благодаря личной инициативе и средствам Леонида Матусевича и объединения «Лемакс» реализовано множество благотворительных проектов.
Среди наиболее известных проектов:
- Реконструкция центральной входной группы городского парка культуры и отдыха им. Горького
- Создание и установка в Таганроге Солнечных часов
- Строительство часовни Казанской иконы Божией Матери[8][9]
- Изготовление точной копии легендарного колокола из Херсонеса[10][11]
- Восстановление памятников выдающимся таганрожцам на городском Старом кладбище[12][13]